# チャコペッカリー
チャコペッカリー (Catagonus wagneri) は、哺乳綱偶蹄目（鯨偶蹄目とする説もあり）ペッカリー科チャコペッカリー属に分類される偶蹄類。現生種では本種のみでチャコペッカリー属を構成する。
本種は1904年に洪積世の化石種として記載されており、化石哺乳類と考えられていた。
1970年代初頭にパラグアイのグランチャコでラルフ・ヴェッツエル（Ralph M. Wetzel）が個体群を発見し、現生種と確認された。ただし、動物学的に発見される前から本種を狩猟の対象にしていた現地のアメリカ先住民は、クビワペッカリーやクチジロペッカリーとは別の種と認識していた
。

## 分布
アルゼンチン北部、パラグアイ西部、ボリビア南東部

## 形態
頭胴長（体長）92 - 111センチメートル。尾長2.4 - 10.2センチメートル。肩高50 - 70センチメートル。体重29.5 - 40キログラム。
ペッカリーの中では最大種で、視覚、嗅覚、走行速度は他の２種と比べて勝っている。背中に沿って黒っぽい帯状の長毛を持ち、四肢が長いのも特徴。

## 生態
沖積平野にある有棘植物からなる森林や有刺植物からなる下生えが密生した疎林などに生息する。昼行性だが、夏季には夜行性の傾向が強くなる。主に血縁関係のある個体からなる3 - 5頭、多くても10頭ほどの小規模な群れを形成し生活するが、単独で生活する個体もいる。排泄場所を共有する溜め糞の習性がある。
水の少ない乾燥した地域に分布し、生息域は他のペッカリーと重複する。主に多肉植物を食べるが、アカシア類の莢やアナナス類の地下茎なども食べる。鼻孔にはしばしば餌となるサボテンのトゲが埋まっている。
繁殖様式は胎生。1回に1 - 4頭（主に2 - 3頭）の幼獣を産む。
本種は群れに強い絆を持ち、１頭が傷ついて倒れると仲間たちはその場に留まる習性がある。そのため、しばしば群れの全滅が発生する。

## 人間との関係
生息地では食用とされることもある。皮革が利用されることもあるが、ペッカリー科の他種と比較すると価値は低いとされる。
農地開発や牧草地への転換による生息地の破壊、食用としての狩猟などにより生息数は減少している。パラグアイでは野生動物の狩猟が規制されアルゼンチンでも保護の対象とされているが、国立公園内も含めて密猟が横行し管理が徹底していないとされる。1987年にワシントン条約附属書Iに掲載されている。

## 画像

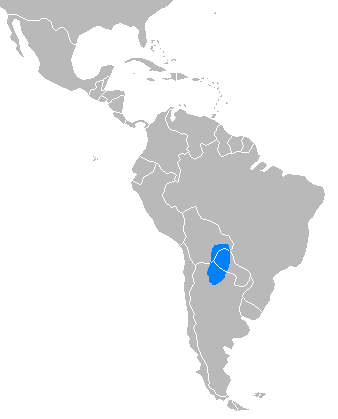
分布